# Трисман, Дэвид
Дэвид Максим Трисман, барон Трисман (англ. David Maxim Triesman, Baron Triesman, род. 30 октября 1943) — британский общественный деятель, бывший президент Футбольной ассоциации Англии, член Лейбористской партии Великобритании. Скандально стал известен во время подготовки заявки Великобритании к выбору хозяев чемпионата мира по футболу 2018.

## Биография

### Ранние годы
Родился в 1943 году в еврейской общине Лондона. Отец — эмигрант из Белоруссии, мать француженка. Получил второе имя Максим, поскольку мать увлекалась творчеством Максима Горького. Учился в школе Stationers' Company’s, позднее поступил в Эссекский университет. В 1968 году Трисман сорвал важную встречу с естествоиспытателями, что привело к отчислению студента из университета.

### Политическая карьера
В 1960 году в возрасте 17 лет Трисман вступил в партию лейбористов, но через 10 лет покинул партию и стал членом Коммунистической партии Великобритании. Зимой 1976/1977 годов он снова вернулся в стан лейбористов. В течение многих лет он был лектором и главой союза в лондонском Политехническом университете Южного побережья. В 1984 году он стал полноправным членом Национальной ассоциации преподавателей среднего и высшего образования, с 1993 по 2001 год он был Генеральным секретарём Ассоциации университетских преподавателей, а с 2001 по 2003 год он был Генеральным секретарём Лейбористской партии. В 2004 году он получил пожизненный титул барона. Во время своей работы в Лейбористской партии он выступал против дискриминации по расовому, национальному или половому признаку в рабочих организациях.
Лорд Трисман состоял в правительстве Тони Блэра, занимал должность младшего парламентского секретаря в Форин-офисе, отвечая за отношения со странами Африки, Латинской Америки, Карибского бассейна, заморскими территориями, странами Британского содружества. Также занимался вопросами по поводу миграции и стипендий студентам. 29 июня 2007 года он получил должность парламентского помощника при Министерстве инноваций, университетов и навыков.

### Связь со спортом
В январе 2008 года Дэвид Трисман стал первым независимым председателем Футбольной ассоциации Англии после ряда реформ, связанных с отставками деятелей после провальной кампании к Евро-2008. Трисман является болельщиком футбольного клуба «Тоттенхэм Хотспур», как и многие представители еврейской общины Лондона. Позднее он был назначен главой организационного комитета «Англия-2018» для подготовки заявки Англии на чемпионат мира по футболу 2018 года. В феврале 2011 года Трисман покинул свой пост после многочисленных скандалов и обвинений в неспособности принять важные решения; в частности, после провала английской заявки.

### Скандальная известность
16 мая 2010 года в издании Mail on Sunday была опубликована заметка следующего содержания: секретарша Дэвида Трисмана и его бывшая сожительница Мелисса Якобс записала на диктофон их личную беседу в ресторане по поводу проведения чемпионата мира по футболу 2018 года. По словам самой Мелиссы, лорд Трисман утверждал, что Россия готова помочь испанцам стать чемпионами мира 2010 года в ЮАР, повлияв на арбитров чемпионата, в обмен на что испанцы обязаны будут снять свою заявку на проведение первенства мира-2018. Это заявление вызвало возмущение у представителей Российского футбольного союза и Королевской испанской футбольной федерации, и те потребовали от Футбольной ассоциации Англии немедленных извинений за подобные фразы. Футбольная ассоциация принесла свои извинения, а Дэвид Трисман вынужден был покинуть пост председателя заявочного комитета.
Примечательно, что Испания выиграла чемпионат мира 2010, а России действительно достался чемпионат мира 2018 года. Сама же Англия в финальном голосовании потерпела сокрушительное поражение, набрав только 2 голоса из 22. Английские специалисты обвиняли в таком провале не только журналистов, которые накануне голосования пытались дискредитировать ФИФА и лишить Россию чемпионата мира, но и самого Трисмана, который своим заявлением обрёк английскую заявку на поражение. Сам лорд Трисман отрицает факт, что произносил фразу о сделке России и Испании, и утверждает, что просто делал предположение насчёт того, кто может получить право на проведение чемпионата мира. В настоящий момент Дэвид Трисман ведёт судебную тяжбу с представителями исполкома ФИФА, обвиняя их в получении взяток в ходе выбора хозяев чемпионата мира 2018.